# Погром в Хевроне
Еврейский погром в Хевроне (ивр. טבח חברון‎) 24 августа 1929 года стал частью арабских волнений 1929 года в подмандатной Палестине. После получения преувеличенных и искажённых известий о столкновениях между евреями и арабами в Иерусалиме многочисленные арабы-мусульмане из Хеврона и окрестных деревень атаковали членов городской еврейской общины, их дома и еврейские учреждения Хеврона.
Малочисленная городская полиция практически не вмешивалась в происходящее, часть полицейских-арабов присоединилась к погромщикам; в то же время несколько десятков арабских семей (мусульманских и христианских) укрывали евреев у себя. К моменту завершения событий из примерно 700 еврейских жителей города погибли 67, ещё 53 были ранены, но выжили. Через несколько дней остатки еврейской общины были эвакуированы из города; попытка части из них вернуться по окончании волнений была неудачной, и в 1936 году практически все евреи вторично покинули Хеврон, где еврейское присутствие было прервано до установления израильского контроля над городом в 1967 году.

## Исторический фон
Еврейская община в Хевроне существовала с библейских времён. Город неоднократно упоминается в Ветхом Завете; исследователи, в частности, отождествляют его с местом, где поселился Авраам в Земле Обетованной. В Хевроне, согласно иудейской и мусульманской традиции, похоронены праотцы еврейского народа Авраам, Исаак и Яков с жёнами, а сам город является одним из четырёх, священных для иудаизма. Хеврон семь лет пробыл столицей царства Давида до переноса её в Иерусалим. Евреи продолжали жить в Хевроне и после Вавилонского пленения, и после восстания Бар-Кохбы. Евреи вновь поселяются там в первый период арабского владычества, когда город называется Халил ар-Рахман (в честь Авраама), но вместе с мусульманами они были изгнаны из города крестоносцами. Очередное возрождение еврейской общины относится к мамлюкскому периоду (XIII век), и с тех пор еврейский квартал, выстроенный вокруг синагоги «Авраам Авину», существовал там постоянно. К концу XIX века еврейское население Хеврона составляло около полутора тысяч человек.
К началу XX века Хеврон в значительной степени утратил своё значение регионального центра (европейские путешественники характеризовали его как «дикое арабское гнездо»). В ходе Первой мировой войны его еврейская община, хотя и не исчезла совсем, существенно сократилась и в 1922 году составляла примерно 420 человек. Упадку, помимо голода и эпидемий, способствовала политика османских властей Палестины, в годы войны закрывших все колели (иешивы), кроме одного, и в массовом порядке мобилизовавших в армию молодых евреев. Еврейское население Хеврона постепенно восстанавливалось после войны, в первые годы британского мандата в Палестине, но к 1929 году евреев в городе было всё ещё немного (700 человек при общем населении 18 тысяч). Практически всю общину составляли ультрарелигиозные евреи. Руководство общин придерживалось резко антисионистских взглядов.
Община, состоявшая в основном из сефардских евреев, относительно мирно уживалась с соседями-мусульманами, между евреями и арабами существовали коммерческие связи, а между отдельными семьями сформировались добрососедские отношения. В то же время евреям был воспрещён доступ к общей иудейско-мусульманской святыне — пещере Патриархов. Отношения между арабским населением и студентами ашкеназской иешивы «Слободка», основанной в 1925 году, были более напряжёнными, и арабы относились к ним так же, как к «сионистам».

## Предшествующие события
15 августа 1929 года, в день иудейского поста Девятого ава в ознаменование годовщины разрушения еврейских храмов, молодёжные группы движения «Бейтар» провели демонстрацию в защиту права евреев молиться у Стены плача. В ходе мусульманской демонстрации на следующий день участники, организованные Высшим мусульманским советом, прошли по узкой улице вдоль Стены плача, извлекли из неё записки, традиционно оставляемые в щелях между камнями, и сожгли их и еврейские молитвенные принадлежности, найденные рядом со стеной. Ещё через день арабами был убит еврейский подросток Авраам Мизрахи. В отчёте комиссии Шоу, проводившей расследование дальнейших событий, указывается, что в эти дни по Иерусалиму поползли слухи: в еврейской общине о готовящемся погроме, в мусульманской — о готовящемся осквернении евреями Храмовой горы. Арабская пресса, ведущая погромную агитацию уже длительное время, заметно усилила её в этот же период.
Похороны Авраама Мизрахи 20 августа вылились в очередную демонстрацию и столкновения между евреями и арабами, а в пятницу 23 августа среди мусульман Иерусалима разнёсся слух, что в еврейском квартале Меа Шеарим убиты двое арабов (арабский историк Джордж Антониус приводит имена: Ханна Каркар и Халил аль-Дауди). На улицы Иерусалима вышли толпы арабов, многие из которых были вооружены. К проповедникам, призывающим к сдержанности, никто не желал прислушиваться, и толпа двинулась на еврейский квартал; малочисленная британская полиция не пыталась вмешиваться из опасения, что ярость толпы обратится на неё. Из Иерусалима насилие распространилось в другие города Палестины со смешанным арабо-еврейским населением, включая Яффу, Цфат, Хайфу и Газу; были атакованы также многие небольшие еврейские поселения, расположенные отдельно от арабских населённых пунктов.

## Хевронский погром
Уже 20 августа, после первых мусульманских выступлений в Иерусалиме, представители «Хаганы» обратились к руководству еврейской общины в Хевроне с предложением эвакуировать хевронских евреев или предоставить им защиту. Однако лидеры общины, верившие в хорошие отношения с арабской знатью и её способность защитить их самостоятельно, от этой помощи отказались. Члены «Хаганы» вспоминали позже, что руководство хевронской общины потребовало от них покинуть город как можно скорее, поскольку считало, что «новые лица» способствуют нагнетанию напряжённости.
К пятнице 23 августа известия о событиях в Иерусалиме достигли Хеврона в искажённой и преувеличенной форме: рассказывали об огромном количестве невинных мусульман, убитых евреями. На автобусной станции Хеврона собралась толпа жителей города, собиравшихся отправиться в Иерусалим для участия в боях; отправки автобусов с такими пассажирами не допустила полиция, и те вместо отъезда в Иерусалим отправились в еврейский квартал, где забрасывали камнями еврейские дома. Главы сефардской и ашкеназской общин, раввины Яаков Слоним и Франк, обратились к арабскому губернатору Хеврона Абдулле Кардосу, но тот успокоил их, заверив, что британские власти посылают в город многочисленных солдат, которые переодетыми в гражданское будут следить за порядком на улицах.
Ближе к вечеру 23 августа Реймонд Кафферата, командовавший немногочисленными полицейскими силами в Хевроне, состоявшими почти полностью из арабов, получив информацию о погроме в Иерусалиме, попытался предотвратить аналогичные события в Хевроне, выставив полицейские пикеты. В это же время к нему обратился за помощью Яаков Слоним, которого закидали на улице камнями. Кафферата приказал ему и другим евреям не выходить из дома. После этого сын Слонима, банкир и член городской управы Элиэзер Дан Слоним-Двек предложил всем желающим евреям укрыться в доме его семьи, и многие ашкеназские жители города приняли это приглашение. Вечером толпа атаковала здание ешивы «Слободка», где в это время, в канун Шаббата, находились только двое студентов; в результате нападения был убит учащийся Шмуэль Халеви Розенгольц. Через несколько часов делегация арабских старейшин сообщила Кафферате о том, что муфтий Иерусалима Амин аль-Хусейни требует от них действий против евреев. Кафферата в ответ попросил их вернуться в свои деревни и проследить за порядком там.

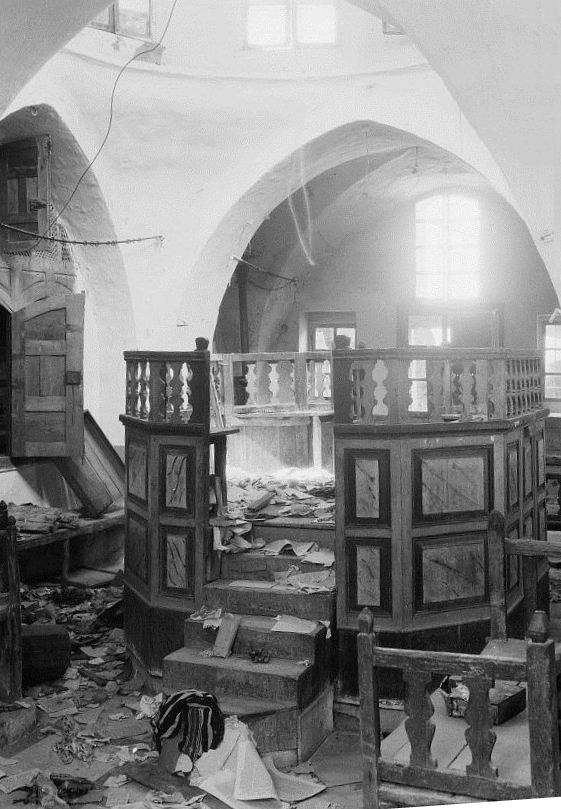
Разорённая синагога

Ночью улицы Хеврона патрулировали конные полицейские с огнестрельным оружием, и больше убийств не было. Однако в восемь часов утра в субботу на улицы Хеврона вышла толпа, вооружённая кольями, ножами, вилами и топорами. В отличие от прошедшей ночи, полиция на улицах была вооружена только дубинками, и погромщики беспрепятственно вламывались в еврейские дома и уничтожали имущество, а в синагогах разрывали свитки Торы.
Достигнув дома раввина Слонима, мятежники предложили ему сделку: жизни евреев-сефардов будут сохранены, если ашкеназов выдадут на расправу арабам. Раввин отверг это предложение (его слова цитируют как «Мы, евреи,… один народ. Среди нас нет чужаков») и был убит на месте. После этого на протяжении четверти часа погромщики забрасывали дом Слонима камнями, затем, пробив дыру в двери, начали через неё стрелять по укрывавшимся в доме евреям и, наконец, ворвались в дом через парадную и заднюю двери. Первыми убитыми стали студенты иешивы Дов Липин и Альтер Шер, до последней минуты удерживавшие двери закрытыми. Э. Д. Слоним успел сделать по нападавшим один выстрел из пистолета, после чего был убит ударом железным прутом по голове. В общей сложности в этот день в его доме были убиты 24 человека и ранены (часто тяжело) ещё 13.
В общей сложности в ходе погрома погибли 67 евреев (12 сефардов и 55 ашкеназов). Ещё 53 хевронских еврея были ранены, но выжили. Во французской прессе в последующие дни свидетели описывали изуродованные трупы — отрезанные груди у женщин, выдавленные глаза, перерезанные горла, признаки сожжения заживо. Писатель и историк Пинхас Граевский приводил в пример судьбу семьи аптекаря Бен-Циона Гершона, сорок лет лечившего арабов Хеврона. В день погрома ворвавшиеся в его дом арабы не только не пощадили помогавшего им много лет одноногого калеку, но и отрезали ему обе руки, выдавили глаза, изнасиловали и убили его старшую дочь. Его жене нанесли многочисленные ножевые ранения и ударили по голове дубинкой с гвоздями.
В отчёте, посвящённом событиям в Хевроне, Кафферата писал, что пытался лично остановить погромщиков, стреляя из пистолета в воздух. По его словам, он также застрелил двух арабов, пытавшихся убить соответственно ребёнка и женщину. Согласно Кафферате, второй из убитых им арабов был полицейским из Яффы. По официальным данным, помимо двоих погромщиков, убитых начальником полиции, семерых застрелил единственный еврейский полицейский Ханох Бружинский после того как Кафферата разрешил подчинённым использовать огнестрельное оружие, ещё пятерых или шестерых сумели убить сопротивлявшиеся жители еврейского квартала. Часть погромщиков разбежалась, как только полиция дала первые выстрелы в воздух.
Часть хевронских полицейских-арабов также примкнула к погромщикам, при этом некоторые арабские жители города пытались спасать евреев. Из примерно 550 евреев, находившихся в Хевроне к началу погрома, около 430 не были убиты или ранены. Из этого числа примерно 130 спаслись собственными силами либо благодаря тому, что погромщики не дошли до их дома; остальные были обязаны жизнью спасавшим их арабам. Списки евреев, спасённых арабами Хеврона, хранятся в Центральном сионистском архиве. В прессе сообщалось, что никто из хевронских христиан не участвовал в погроме, а часть из них оказывала помощь евреям. Алекс Уайндер из Нью-Йоркского университета отмечает, что среди спасителей евреев были также многие из влиятельных семей городских арабов, которые, однако, утратили всякое влияние на массы погромщиков, многие из которых сами в Хевроне не жили. С другой стороны, в своих свидетельских показаниях осенью 1929 года Реймонд Кафферата утверждал, что многие влиятельные хевронцы сами входили в число погромщиков.
В общей сложности от 19 до 28 арабских семей дали приют своим еврейским соседям, в некоторые дома набились десятки преследуемых. Современники называют имена Хаджа Иссы эль-Курдие, Нассара эд-Дина и Абу Ид Зайтуна. Спасители рисковали жизнью. Арабский врач, доктор Абдал Аал, не только предоставил убежище в своем доме целой еврейской семье, но и ходил по городу, отыскивая раненых евреев и оказывая им помощь, хотя подвергался опасности. За своё мужество и милосердие он получил благодарственное письмо от главы иерусалимского отделения Сионистского исполнительного комитета, полковника Фредерика Киша. Факты о спасении евреев Хеврона их соседями-арабами приведены в книгах двух израильских историков: «Книга Хеврона» Одеда Авишара и «Пора анемонов» Тома Сегева.
Уцелевших евреев также выводили в здание британской полиции, где они оставались даже после окончания волнений, без пищи и питья; некоторое время туда же сносили трупы. В статье Еврейской виртуальной библиотеки, посвящённой хевронскому погрому, говорится о продолжавшейся три дня «осаде», из которой раз в день выпускали по десять человек, чтобы совершить погребение на еврейском кладбище.

## Последующие события

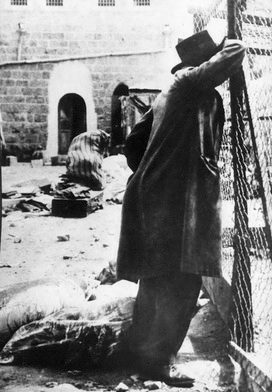
Еврейский житель Хеврона в разорённом квартале

Неоднократные обращения Каффераты к командованию о подкреплениях не получили своевременного ответа. Британские войска прибыли в Хеврон вскоре после полудня. Арестованных арабов заставили вырыть братскую могилу, где были похоронены убитые евреи; во время работы арестованные пели песни. Через два дня уцелевших членов еврейской общины Хеврона вывезли из города на грузовиках и автобусах под вооружённым конвоем, который обеспечивали британцы. По свидетельству врача больницы «Хадасса» Цви Китаина, вызванного в Хеврон помогать раненым, они оставались в городе на протяжении полутора суток, до вечера воскресенья, когда их отправили в Иерусалим на машинах «Скорой помощи».
В ходе мятежа в августе 1929 года в общей сложности погибли 133 еврея и 339 были ранены; десятки арабов были убиты британскими войсками и полицией при подавлении волнений, в общей сложности было убито 116 и ранено не менее 232 арабов. В октябре 1929 года был приговорён к двум годам лишения свободы шейх Талеб Марка, признанный виновным в подстрекательстве к насилию против евреев в Хевроне. Из четырёх арабов, представших перед судом за убийства в доме Слонима, двое были приговорены к смертной казни, один к семи годам заключения и один оправдан; в общей сложности из участников событий по всей Палестине были приговорены к смерти за убийство 25 арабов и двое евреев, но для всех, кроме трёх участников погромов в Хевроне и в Цфате, этот приговор был в дальнейшем заменён тюремными сроками. На арабскую общину Хеврона был также наложен штраф в размере 14 тысяч палестинских фунтов.
Некоторое количество евреев впоследствии вернулось в Хеврон. Сохранилась датируемая началом 1930-х годов переписка между сефардскими раввинами Хеврона и Еврейским агентством, посвящённая вопросу условий дальнейшего проживания евреев в городе. В то время как раввины требовали финансирования на восстановление еврейского квартала в его прежнем виде и сохранения Хеврона как города со смешанным арабо-еврейским населением, Еврейское агентство настаивало на изоляции еврейской общины от арабского Хеврона и превращения её в защищённую крепость. Когда началось арабское восстание 1936—1939 годов, евреев Хеврона снова эвакуировали; последний еврейский житель города, Яаков бен Шалом Эзра, семь поколений предков которого жили в Хевроне, покинул его в 1947 году, в день принятия резолюции ООН о разделе Палестины.
За отвагу, проявленную в первый день погрома, Реймонд Кафферата был представлен к медали. Впоследствии он с большим служебным рвением преследовал еврейское подполье в Рамат-ха-Шароне и Хайфе и обвинялся в применении чрезмерной силы в ходе обысков и в использовании пыток после ареста члена «ЭЦЕЛа» Ашера Траттнера. Боевики еврейского подполья покушались на его жизнь в феврале 1946 года, но это покушение оказалось неудачным.
Хевронский погром стал важной частью сионистской историографии, акцентирующей связь еврейства с Землёй Израиля и жертвы, принесённые во имя этой связи. Он также знаменовал переломный момент в отношении сефардской общины Палестины к сионизму: с этого момента сефардские евреи, разочаровавшись в перспективах мирного сосуществования с арабами и утвердившись в мысли, что только еврейские вооружённые силы могут предоставить им защиту в случае необходимости, связали свою судьбу с сионистским движением.

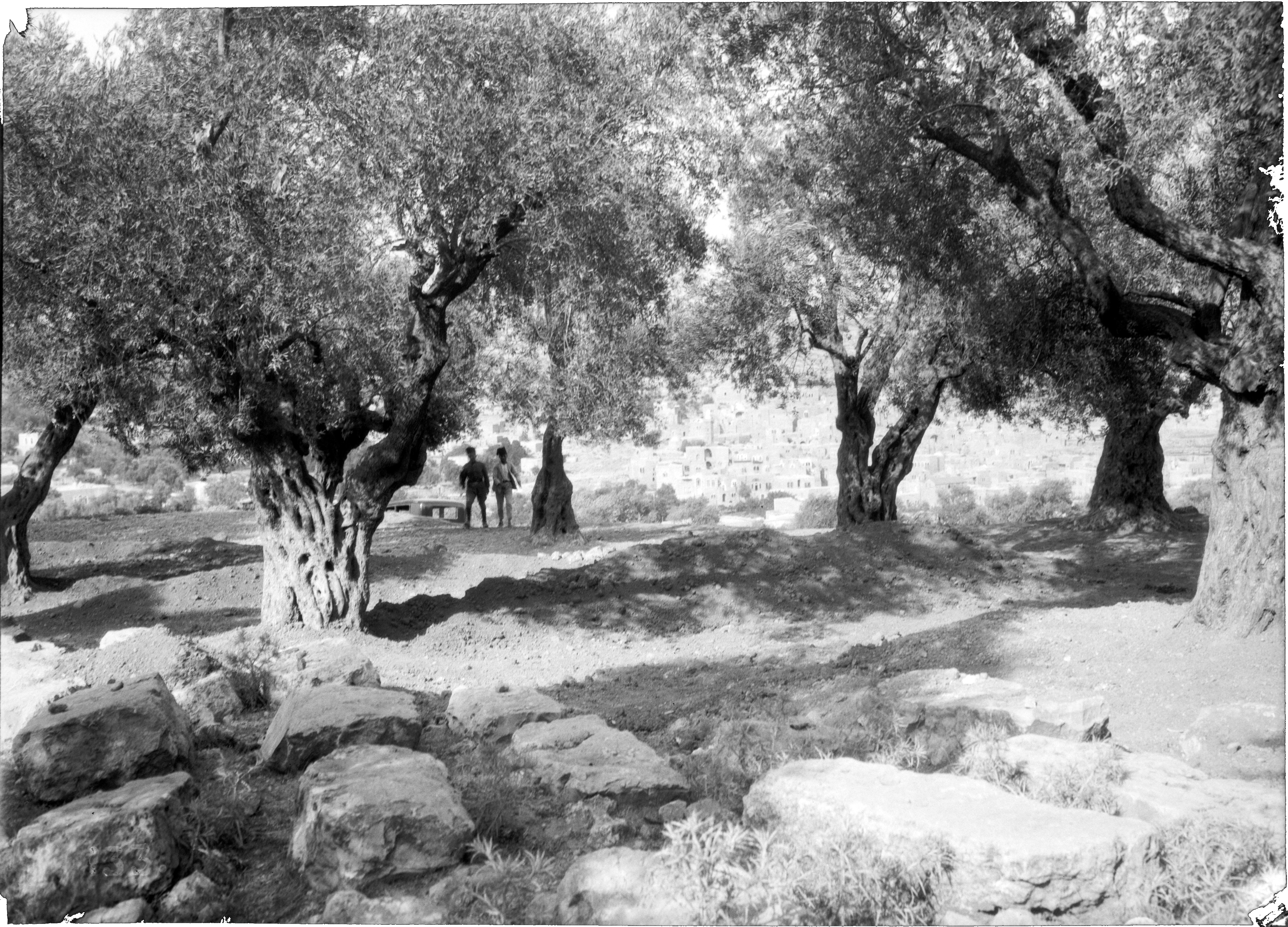
Братские могилы жертв, 1929 год

После аннексии Западного берега Иордана Трансиорданией в результате арабо-израильской войны 1947—1949 годов следы обитания евреев в Хевроне — синагоги, иешивы, старое кладбище — были ликвидированы. В следующий раз евреи вернулись в Хеврон только после Шестидневной войны, когда Израиль установил контроль над Западным берегом Иордана. В 2020-х годах американская исследовательница Ярдена Шварц, интервьюируя современных арабских жителей Хеврона, с удивлением обнаружила, что они отрицают как многовековое сосуществование арабов и евреев в этом городе, предшествовавшее событиям 1929 года, так и сам факт массового убийства евреев в Хевроне.

## Память
В ранних израильских учебниках события 1929 года в Хевроне описывались в эмоциональных тонах и с использованием резких определений. К концу 1990 — началу 2000-х годов изложение событий стало более сухим и объективным, в частности, упоминались арабские жители, спасавшие евреев, однако, согласно историку-исламоведу Эли Поде, учебники продолжали акцентировать картины насилия, не вдаваясь в анализ его социальных причин. С палестинской стороны учебник по обществоведению для 9-го класса, изданный при финансировании БАПОР, приводит вооружённые нападения на евреев в 1929 году в качестве примера легитимного национального сопротивления. В учебники национального образования для 6-го класса (2000 год) и арабского языка для 11-го класса (2018 год) включалось стихотворение Ибрагима Тукана, прославляющее троих арабов, казнённых британскими властями за убийства евреев в 1929 году.
В 1958 году, в период, когда Хеврон входил в состав Иордании, выжившие члены его еврейской общины на встрече в Иерусалиме решили выпустить книгу памяти, подобную тем, в которых были уже увековечены еврейские общины, уничтоженные в Холокосте. Редактором издания стал потомок одного из старых хевронских семейств Одед Авишар. Работа по сбору устных свидетельств и документов продолжалась 12 лет, и «Книга Хеврона» увидела свет в 1970 году, когда город уже перешёл под контроль Израиля. Предисловие к ней по просьбе создателей написал бывший премьер-министр Израиля Давид Бен-Гурион.

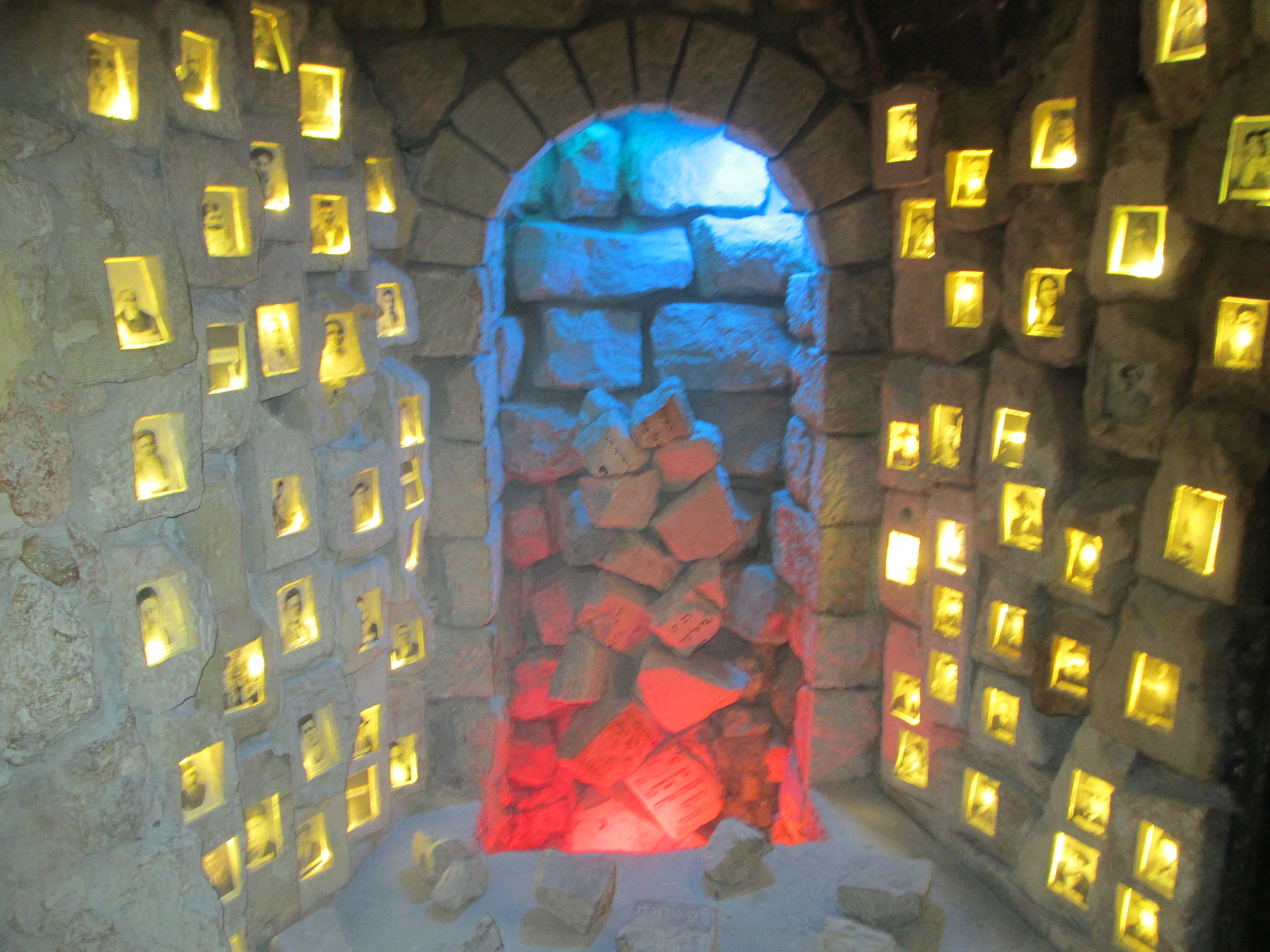
Музей-мемориал жертв погрома

Фильм Дана и Ноит Гева «Что я видела в Хевроне», снятый в 1999 году, рассказывает историю погрома со слов очевидцев, в первую очередь бабушки создателей фильма. По воспоминаниям бабушки, основной мишенью нападения были «чужие» (ашкеназские) евреи, носившие штраймл в отличие от одевавшихся по-арабски сефардов.
В Старом городе Хеврона действует музей событий 1929 года, основанный еврейским историком-поселенцем Ноамом Арноном. Социолог Михаэль Фейге указывает, что для еврейских поселенцев (в основном ашкеназов), осевших в Хевроне после установления израильского контроля над Западным берегом Иордана, преемственность с исторической еврейской общиной города играет важную символическую роль, хотя члены этой общины, в отличие от новых поселенцев, были преимущественно сефардами без сионистских взглядов. Символы такой преемственности включают не только мемориальный музей, но и возвращённый в Хеврон свиток Торы, переживший погром 1929 года, и восстановленное старое еврейское кладбище, на котором возобновились захоронения.